# Alabama (Nowy Jork)
Alabama – miasto w Stanach Zjednoczonych, w stanie Nowy Jork, w hrabstwie Genesee.